# Les Trois Mousquetaires (comédie musicale)
Pour les articles homonymes, voir Les Trois Mousquetaires (homonymie).
Les 3 Mousquetaires (ou Les Trois Mousquetaires) est un spectacle musical français, mis en scène par René Richard Cyr et Dominic Champagne et produit par Nicole et Gilbert Coullier, Roberto Ciurleo, Eléonore de Galard et NRJ Group qui a commencé ses représentations, le 29 septembre 2016 au Palais des sports de Paris puis continuera en tournée dans toute la France à partir de février 2017.

## L'histoire
Avril 1625, le jeune et valeureux d'Artagnan quitte sa Gascogne natale pour tenter d'intégrer la garde rapprochée du Roi Louis XIII et faire fortune à Paris. Dès son arrivée dans la capitale, d'Artagnan provoque bien malgré lui les mousquetaires Athos, Porthos et Aramis en duel. Il heurte l'épaule blessée d'Athos, marche sur la cape de Porthos et compromet malencontreusement Aramis avec un mouchoir aux mauvaises initiales.
Les duels étant interdits par Richelieu, d'Artagnan et les mousquetaires se retrouvent hors la loi ; les gardes en profitent alors pour tenter de venger une vieille rivalité qui les oppose aux trois gentilshommes. Mais contre toute attente, d'Artagnan s'allie aux mousquetaires et de ce combat victorieux naît une amitié inébranlable.
Sur une suggestion de Richelieu, Louis XIII impose à la Reine de porter au prochain bal de la cour les douze ferrets de diamants offerts par le Roi. Or, le machiavélique Richelieu sait que la Reine a donné la précieuse parure en gage d'amour au Duc de Buckingham, avec qui elle entretient une liaison secrète.
Grâce à la complicité de la fidèle lingère de la Reine, Constance, le quatuor sauve la Reine des manœuvres sournoises de Richelieu et de son agent, la perfide Milady, en se rendant à Londres pour récupérer les ferrets.
Au terme d'un parcours semé d'embûches, d'Artagnan et ses trois acolytes Porthos, Athos et Aramis parviennent à remettre à temps les ferrets à la Reine. Promu lieutenant, d'Artagnan et les trois mousquetaires réussissent à préserver l'honneur du royaume, portés par leur unique crédo : « Un pour tous, tous pour un ! ».

## Fiche technique
- Titre : Les 3 Mousquetaires : Un Pour Tous, Tous Pour Un !
- Livret : René Richard Cyr et Dominic Champagne[2]
- Mise en scène : René Richard Cyr et Dominic Champagne
- Paroles : Lionel Florence et Patrice Guirao
- Chorégraphie : Yaman Okur
- Directeur musical : Olivier « Akos » Castelli
- Production : Roberto Ciurleo, Gilbert Coullier, Nicole Coullier, Eléonore De Galard
- Consultant artistique : Brahim Zaibat
- Scénographie : Stéphane Roy
- Date de première représentation : 29 septembre 2016  au Palais des sports de Paris

## Distribution
- Brahim Zaibat : Athos
- David Bàn : Porthos
- Damien Sargue : Aramis
- Olivier Dion : D'Artagnan
- Emji : Milady de Winter
- Victoria Sio : la Reine Anne d'Autriche
- Megan Lanquar : Constance Bonacieux
- Christophe Héraut : le Cardinal de Richelieu
- Golan Yosef : le Duc de Buckingham
- Stéphane Metro puis Florian Cléret : le Roi Louis XIII /(D'Artagnan père au début)
- Antoine Lelandais : Jussac/ D'artagnan père
- David-Alexandre Datour puis Régis Truchy : Planchet

## Développement
Après la comédie musicale Robin des Bois qui s'est produite devant plus de 800 000 personnes en France, Roberto Ciurleo, Gilbert Coullier, Nicole Coullier et Eléonore De Galard commencent à travailler sur l'adaptation en comédie musicale du roman d'Alexandre Dumas : Les Trois Mousquetaires. 
Le 31 janvier 2015, un appel au casting est lancé par Bruno Berberes, pour les rôles de Porthos, Aramis, d'Artagnan, Milady de Winter, la Reine, Constance, le duc de Buckingham. Le rôle d'Athos est déjà attribué à l'un des consultants artistiques : Brahim Zaibat.
En avril 2015, Damien Sargue est choisi pour interpréter le rôle d'Aramis, et le reste de la troupe est dévoilé en juin.

## Discographie

### Singles
- Le premier single interprété par Olivier Dion : Je t'aime c'est tout, sort le 15 juin 2015, le clip est posté sur YouTube, le 16 juin 2015, et une version anglaise est éditée en octobre 2015[7].
- Le deuxième single interprété par Damien Sargue : Un jour, sort le 13 novembre 2015, le clip est publié sur YouTube, le 4 décembre 2015[8].
- Le troisième single interprété par Olivier Dion : De mes propres ailes, sort le 28 mars 2016, le clip est publié sur YouTube, le 27 avril 2016.
- Le quatrième single interprété par Damien Sargue : J'ai besoin d'amour comme tout le monde, sort en septembre 2016, le clip est publié sur YouTube, le 23 septembre 2016.
- Le cinquième single interprété par Victoria Sio : Face à face est annoncé en novembre 2016. Le clip est publié sur Youtube le 7 février 2017 .

L'album s'est vendu à 30 000 exemplaires.

### Album
L'album studio du spectacle sort le 29 avril 2016 et comprend quatorze titres :
| No  | Titre                                   | Interprète(s)                          | Durée |
| --- | --------------------------------------- | -------------------------------------- | ----- |
| 1.  | Thème Les 3 Mousquetaires               |                                        | 2:56  |
| 2.  | De mes propres ailes                    | Olivier Dion                           | 3:28  |
| 3.  | Un jour                                 | Damien Sargue                          | 3:46  |
| 4.  | Face à face                             | Victoria Sio                           | 3:52  |
| 5.  | Je t'aime c'est tout                    | Olivier Dion                           | 3:24  |
| 6.  | Je suis cash                            | Emji                                   | 4:06  |
| 7.  | On my mind                              | Golan Yosef                            | 2:58  |
| 8.  | Et si c'était lui                       | Megan                                  | 3:50  |
| 9.  | Ho hé                                   | David Ban                              | 3:48  |
| 10. | Seul contre tous                        | Christophe Heraut                      | 3:37  |
| 11. | Reste                                   | Megan, Olivier Dion                    | 3:33  |
| 12. | Tout est écrit                          | Victoria Sio, Golan Yosef              | 3:24  |
| 13. | Tous pour un                            | Olivier Dion, David Ban, Damien Sargue | 3:23  |
| 14. | J'ai besoin d'amour comme tout le monde | Damien Sargue                          | 4:32  |
| 15. | Levons-nous                             | Olivier Dion, David Ban, Damien Sargue | 3:43  |

L'album studio deluxe sort le 30 septembre 2016 et comprend quatre nouveaux titres exclusifs :
- SOS, interprété par Olivier Dion.
- Par amour, interprété par Victoria Sio
- Rendez-vous en enfer, interprété par Emji.
- Dans tes pensées, interprété par Emji et Christophe Héraut.

## Réception
Le spectacle reçoit des retours mitigés.
Éric Bureau (Le Parisien) reconnaît que le spectacle « touche sa cible » : « Sans star mais homogène et énergique, [la troupe] incarne le Un pour tous, tous pour un. Sur scène, trente danseurs, emmenés par Brahim Zaibat, et huit excellents chanteurs doublés de comédiens crédibles. Coup de chapeau à Olivier Dion (d'Artagnan) David Ban (Porthos) et Emji (en Milady sexy) ». Il loue les « décours bluffants » et les « chansons taillées pour la scène » mais déplore « le premier tableau [qui] manque de souffle et le final [flou]. La scène du bal, censée clore le récit, finit en queue de poisson. [...] On est gêné par les combinaisons paramilitaires des soldats du cardinal, qui rappellent celles des djihadistes. Et les tenues en cuir des mousquetaires sont trop ouvertes pour être honnêtes ».
Édmée Martin (Musical Avenue) voit une évolution positive entre Robin des Bois (produit par la même équipe) et ces Trois Mousquetaires, qu'elle juge plus réussi. Néanmoins, elle souligne un « dénouement bâclé, [...] [pour une] œuvre inégale. Certes elle offre de beaux tableaux, le public en prend plein les yeux il faut le dire mais le tout est accompagné d’un livret relativement faible. Au final, il est compliqué de tout comprendre… A moins qu’il n’y ait justement rien à comprendre ? À vous d’en juger ! ».
David S. Tran (Le Progrès) est également mitigé : « L’ambiance est fraîche, les gradins sont clairsemés mais les tableaux, spectaculaires (avec ses danseurs qui s’agitent dans des contorsions de pole dance souvent sans rapport avec l’action) et les tubes (inégaux) font mouche. Le public est ravi, c’est l’essentiel. Même si, passé la moitié de la Halle, plus aucun spectateur ne voit qui fait quoi sur la scène. Fines lames mais parfois gros sabots, nos mousquetaires n’esquivent pas toujours quelques glissades [...]. [On] se dit Un pour tous, tout ça pour ça ? ».